# Homatula wujiangensis
Homatula wujiangensis és una espècie de peix de la família dels balitòrids i de l'ordre dels cipriniformes.

## Hàbitat i distribució geogràfica
És un peix d'aigua dolça, demersal i de clima subtropical, el qual viu a la Xina: la conca del riu Wujiang (la conca del riu Iang-Tsé a Sichuan).

## Observacions
És inofensiu per als humans.